# 8e cérémonie des Gérard de la télévision
Les Gérard de la télévision 2013 est la huitième édition des Gérard de la télévision, une cérémonie parodique qui récompense chaque année les « pires » produits et personnalités du paysage télévisuel français.
Les lauréats sont récompensés le 13 janvier 2014 lors d'une cérémonie à La Cigale (Paris) et diffusée en direct sur la chaîne Paris Première.
Quatre des lauréables étaient présents : Sophia Aram (France 2), Dora Moutot (France 2), Maya Lauqué (France 5) et Thomas Isle (France 5). Sophia Aram est repartie avec le parpaing doré symbolisant le « Gérard de l’émission dont les concepteurs auraient peut-être dû attendre les audiences avant de lui donner un titre » pour son émission Jusqu'ici tout va bien.

## Palmarès et nominations

### Gérard de l'émission dont les concepteurs auraient peut-être dû attendre les audiences avant de lui donner un titre
- Jusqu'ici tout va bien (France 2)
  - Faut pas rater ça ! (France 4)
  - Est-ce que ça marche ? (D8)

### Gérard de l'animateur en solde
- Mouloud Achour
  - Ariane Massenet
  - Daphné Bürki
  - Bruce Toussaint

### Gérard de l'émission culinaire où les andouilles, les tartes, les quiches, les jambons et les pintades ne sont pas seulement dans les assiettes
- MasterChef (TF1)
  - Le Meilleur Pâtissier (M6)
  - Top Chef (M6)
  - Les Escapades de Petitrenaud (France 5)

### Gérard de l'émission qui nous rappelle le bon vieux temps où y avait pas d'iPhone, pas de Facebook, pas de roms, pas d'arabes et pas de gays qui vont manifester dans nos rues pour se marier alors que c'est contre nature
- Le JT de Jean-Pierre Pernaut (TF1)
  - Le village préféré des Français (France 2)
  - Midi en France (France 3)
  - Retour au pensionnat à la campagne (M6)

### Gérard de l'animateur qui se kiffe tellement que, quand il s'approche d'un miroir, il peut pas s’empêcher de lécher son reflet
Référence de l’intitulé ci-dessus
- Laurent Delahousse (France 2)
  - Xavier de Moulins (M6)
  - Patrick de Carolis (France 2)
  - Cyril de Hanouna (D8)

Note : lors du direct, cette catégorie est apparue à l'écran sous cette dénomination, mais a été lue sous la dénomination « Gérard de l'animateur qui se kiffe tellement que, s'il était assez souple, il s'autosuçerait », passant outre à la censure de Paris Première.

### Gérard de l'émission où les chroniqueurs servent à rien, mais comme l'animateur non plus, ça se voit moins
- Le Grand 8, avec Laurence Ferrari, Roselyne Bachelot, Audrey Pulvar et Hapsatou Sy (D8)
  - Jusqu'ici tout va bien, avec Sophia Aram, Éric Laugérias, Catherine Rambert et Laurent Guimier (France 2)
  - Sans aucun doute, avec Julien Courbet, maître Sylvie Noachovitch, maître Pierre Godinot et maître Sandrine Pegand (TMC)
  - Comment ça va bien !, avec Stéphane Bern, Benoît Chaigneau, Édouard Dutour et Dora Moutot (France 2)

### Gérard du projet d'émission jeté aux chiottes par toutes les chaînes, mais apparemment les canalisations débouchent chezNRJ 12
- Allô Nabilla, avec Nabilla Benattia
  - Tellement vrai, avec Matthieu Delormeau
  - Hollywood Girls : Une nouvelle vie en Californie, avec Ayem Nour
  - L'île des vérités, avec Alexandre Taliercio

### Gérard de l'ex Miss France élevée au grain, et comme Noël c'est passé, il est grand temps de la fourrer
- Élodie Gossuin, dans Faut pas rater ça ! (France 4)
  - Mareva Galanter, dans Popstars (D8)
  - Delphine Wespiser, dans Fort Boyard (France 2)
  - Valérie Bègue, dans Les Belles Histoires (Téva)

### Gérard du pléonasme
- L'émission de NRJ 12 avec des gogols dedans
  - L'émission d'Arte sur la deuxième guerre mondiale
  - L'émission de BFM TV avec un chroniqueur de droite
  - L'émission de France 2 qui ne marche pas
  - L'émission de France 3 que ton arrière-grand-mère adore
  - L'émission chiante sur France 5
  - L'émission de Paris Première que personne ne regarde

### Gérard de l’animateur, ouf, ça y est, on en est débarrassé. Enfin sauf si vraiment il y a encore une intervention politique venue de très très haut.
- Daniela Lumbroso, ex Chabada (France 3)
  - Cyril Viguier, ex Vendredi sur un plateau (France 3)
  - Guillaume Durand, ex Rive droite (Paris Première)

### Gérard du quota
- Mouloud Achour
  - Mimie Mathy
  - William Carnimolla
  - Laurent Ournac
  - Harry Roselmack

### Gérard du journaliste de JT qui prend une voix genre film de boules pour t'annoncer qu'une maman a découpé ses gosses avant de les passer au mixeur
- Xavier de Moulins (M6)
  - Laurent Delahousse (France 2)
  - Julian Bugier (France 2)
  - Claire Chazal (TF1)

### Gérard de l'émission que tu regardes que si t'es seul chez toi en fin de droits, ou en fin de vie
- Toute une histoire, avec Sophie Davant (France 2)
  - Comment ça va bien, avec Stéphane Bern (France 2)
  - M6 Boutique, avec Pierre Dhostel (M6)
  - Midi en France, avec Laurent Boyer (France 3)
  - Le Grand 8, avec Laurence Ferrari (D8)

### Gérard de l'émission dont les producteurs se sont dit«Bon, ça fait vingt ans qu'on se la joue chaîne cool, chic et transgressive, mais on sait bien qu'en vrai on a un public de gros beaufs comme les autres, alors on y va, on inviteNabilla.»
- Le Grand Journal sur Canal+, le 21 octobre 2013
  - Le Grand Journal sur Canal+, le 11 avril 2013
  - Le Supplément sur Canal+, le 2 juin 2013
  - Le Tube sur Canal+, le 2 novembre 2013
  - La Nouvelle Édition sur Canal+, le 12 novembre 2013

### Gérard de l'accident industriel
- Morandini, avec Jean-Marc Morandini (NRJ 12)
  - Un air de star, avec Karine Le Marchand (M6)
  - La quotidienne, avec Maya Lauqué et Thomas Isle (France 5)
  - Jusqu'ici tout va bien, avec Sophia Aram (France 2)

### Gérard de l'animatrice
- Alessandra Sublet dans Fais-moi une place (France 5)
  - Laurence Ferrari dans Le Grand 8 (D8)
  - Daphné Bürki dans Le Tube (Canal+)
  - Ariane Massenet dans Est-ce que ça marche ? (D8)
  - Sophia Aram dans Jusqu'ici tout va bien (France 2)

### Gérard de l'animateur
- Cyril Hanouna dans Touche pas à mon poste ! (D8)
  - Stéphane Rotenberg dans Ice Show (M6)
  - Laurent Delahousse dans le JT de France 2)
  - Vincent Cerutti dans Danse avec les stars (TF1)
  - Frédéric Lopez dans La Parenthèse inattendue (France 2)